# Cubeez
Cubeez (conocida en Hispanoamérica como Cubitos y en España como Cubos Mágicos) es una serie de televisión animada 3D del Reino Unido, producida entre 1999 y 2001. Se estrenó en la cadena de televisión infantil británica GMTV, conocido desde entonces bajo las siglas CITV.
En el Perú fue emitida primero por ATV entre agosto de 2000 y noviembre de 2005 y finalmente en Latinoamérica por dos canales: Discovery Kids desde octubre de 2001 hasta marzo de 2006 y por National Geographic en el desaparecido bloque infantil Nat Geo & Yo desde julio de 2007 hasta enero de 2009.

## Reparto
| Personaje      | Actores originales EE. UU.      | Primer doblaje México | Segundo doblaje Colombia | Descripción           |
| -------------- | ------------------------------- | --------------------- | ------------------------ | --------------------- |
| Bozz           | Keith Wickham Jay Hickman       | Enrique Mederos       | Mario Gutiérrez          | Cubo rosa, hombre.    |
| Tizzy          | Jan Haydn Rowles Luci Christian | Elsa Covián           | Alejandra Ramírez        | Cubo amarillo, mujer. |
| Dink           | Mike Walling Chris Patton       | Alfonso Ramírez       | Camilo Rodríguez         | Cubo azul, hombre.    |
| Doody          | Tara Newley Kira Vincent-Davis  | Maggie Vera           | Dilma Gómez              | Cubo naranja, mujer.  |
| Muro del saber | Mark Silk Jessica Boone         | Raúl de la Fuente     | Gonzalo Rojas            |                       |

## Personajes
- Saltarín 1
- Saltarín 2
- Pipo
- Cometa
- Pintor
- Trompeta
- Troy Basura cantante
- Conito enfermo

## Datos
- Cubeez ha sido transmitida alrededor del mundo, y es particularmente popular en Latinoamérica, Australia y los Países Bajos.
- En el Reino Unido fue transmitido por el Canal 4 en la década del 2000.
- La versión con doblaje mexicano fue transmitida en ATV, Discovery Kids y  National Geographic en el desaparecido bloque Nat Geo & Yo.
- La versión con doblaje colombiano, fue transmitida solo en National Geographic en el desaparecido bloque Nat Geo & Yo.[2]